# جعفر مسعود الحسني الندوي
جعفر مسعود الحسني الندوي ((بالأردوية: جعفر مسعود حسنی ندوی)‏) كان كاتبًا وعالمًا إسلاميًا هنديًا بارزًا. قدم مساهمات كبيرة في مجال التعليم والأدب الإسلامي. يشتهر جعفر مسعود بعمله على السيرة الذاتية والأفكار الخاصة بـ أبو الكلام آزاد.

## الحياة المبكرة والتعليم
ولد جعفر مسعود في عائلة متدينة ترتبط بالتقاليد الإسلامية الهندية. تلقى تعليمه الأولي في دار العلوم ندوة العلماء، حيث تعمق في الدراسات الإسلامية وتعلم اللغة العربية.

## المسيرة المهنية
أصبح جعفر مسعود معروفًا من خلال كتاباته وأبحاثه في مجال الفكر الإسلامي. ركزت أعماله على المبادئ الإسلامية، الكفاح من أجل استقلال الهند، وأفكار أبو الكلام آزاد.

## الإسهامات
تضمنت إسهاماته كتبًا ومقالات حول التاريخ الإسلامي والمجتمع الهندي. حللت أعماله مساهمات أبو الكلام آزاد بشكل معمق.

## الحياة الشخصية
عاش جعفر مسعود حياة بسيطة، وكرّس معظم وقته للأبحاث والكتابة والتعليم. لا تتوفر الكثير من المعلومات حول حياته الشخصية.

## الأعمال البارزة
- أبو الكلام آزاد: رؤية
- المجتمع المسلم الهندي في سياق التاريخ الإسلامي